# Andy Baetens
Andy Baetens (Nieuwerkerken, 24 februari 1989) is een Belgisch darter die uitkomt voor de Professional Darts Corporation (PDC).

## Carrière
In juni 2022 won hij samen met de Franse Thibault Tricole het koppeltoernooi voor heren op de Dutch Open Darts. Baetens nam deel aan het WDF World Darts Championship 2022, waarvoor hij als zevende in de WDF-ranking automatisch gekwalificeerd was. Hij werd in de kwartfinale uitgeschakeld door Thibault Tricole met 4-3. Via de Host Nation Qualifiers wist Baetens zich te kwalificeren voor de Belgian Darts Open 2022 van de PDC. Hij werd in de eerste ronde uitgeschakeld door Madars Razma met 6-4.
In januari 2023 nam Baetens deel aan de Q-School van de PDC. Hij wist geen Tour Card te bemachtigen, dus bleef hij actief in de WDF. Baetens behaalde de finale van de Dutch Open, die hij met 3-1 verloor van Berry van Peer. Later in 2023 won Baetens zowel de Denmark Open als Denmark Masters, waarna hij de nieuwe nummer 1 van de wereld werd bij de WDF, als derde Belg ooit, na Leo Laurens in 1993 en Brian Raman in 2021. Baetens wist zich via de Host Nation Qualifiers opnieuw te kwalificeren voor de Belgian Darts Open 2023, waar hij na overwinningen op Jermaine Wattimena en Andrew Gilding in de derde ronde uitgeschakeld werd door eerste reekshoofd Luke Humphries met 6-5. Later dat jaar won Baetens ook nog eens de Australian Darts Open, nadat hij in de finale met 10-2 won van Neil Duff. In december 2023 werd Baetens de eerste Belgische wereldkampioen darts: in de finale van het WDF World Darts Championship versloeg hij Chris Landman met een uitslag van 6-1.
Op de PDC Q-School in januari 2024 bemachtigde de darter zijn tourkaart en daarmee voor minimaal twee jaar toegang tot het professionele circuit.

## Resultaten op wereldkampioenschappen

### BDO
- 2018: Kwartfinale (verloren van Scott Waites met 4–5)

### WDF

#### World Championship
- 2022: Kwartfinale (verloren van Thibault Tricole met 3–4)
- 2023: Winnaar (gewonnen in de finale van Chris Landman met 6–1)

#### World Cup
- 2023: Laatste 64 (verloren van Raymond Smith met 3–4)